# La Madeleine (Nord)
La Madeleine é uma comuna francesa situada no departamento do Norte, na região dos Altos da França. É limítrofe da cidade de Lille.

## Geografia

### Local
La Madeleine é uma comuna do norte do subúrbio de Lille, localizada na parte setentrional da planície de Mélantois, na Flandres romana, ao limite do país de Ferrain.

### Transporte público
La Madeleine é atravessada pela linha de Tramway da rede Transpole ao longo da Avenue de La République, localmente conhecida como "Grand Boulevard". A comuna também é servida por 7 linhas de ônibus da rede Transpole.
Várias estações do serviço V'Lille também são implantadas.
A estação de La Madeleine é servida pelos TER Nord-Pas-de-Calais.

## Toponímia
Berkem em flamengo.

## História

### Da Flandres à França
As origens da comuna atual de La Madeleine, se encontra, desde o início do século XIII — mas sem dúvida eles são anteriores — um pequeno número de aldeias e de localidades, cujos nomes desapareceram : le Vert-Pire, que poderíamos situar nas proximidades da atual Romarin ; le Riez ("o pousio") que corresponde aos nossos dias ao centro da cidade (prefeitura, igreja), Waudringhien, que as construções militares de Vauban fizeram desaparecer no final do século XVII ; Berkem, enfim, mais isolada, rodeada pelo Deûle. Falta adicionar o faubourg de Courtrai, absorvido pela cidade de Lille, de forma parcial, sob Filipe o Belo, em totalidade sob Luís XIV. O conjunto constituiu, no início do século XIII, a paróquia de Ste Marie-Madeleine.
Como toda a região lilloise, o território madeleinois tem experimentado um monte de contraste : Primeiro governada pelos condes de Flandres, ela passou para a França por atos de guerra no início do século XIV ; voltou para a Flandres em 1369, ele entrou, pelo jogo de casamentos successivos, no conjunto flamengo-borgonhês, depois, em 1477, no império dos Habsburgos. O surgimento do protestantismo disparou na Flandres, na segunda metade do século XVI, uma série de transtornos os quais La Madeleine não serão preservada ; neste período agitado se coloca o episódio heroico, e provavelmente mítico, de Jeanne Maillotte. Em definitivo, a comuna, como toda a Flandres, permanece no seio da Igreja romana.
Quando Carlos V decidiu compartilhar o seu Império, os Países Baixos católicos voltaram para a Espanha de Filipe II ; La Madeleine permaneceu a margem da grande História, e levou a existência de uma vila sem eventos marcantes.
Em 1667-1668, Luís XIV, durante a guerra de Devolução, conquista, entre outros, a região lilloise, incluindo o tratado de Aix-la-Chapelle lhe confirma a possessão. É ele quem construiu a cidadela de Lille por Vauban, bem como a muralha que protege a cidade contra os ataques : estas paredes constituíam uma barreira para as mudanças espontâneas de La Madeleine com a grande cidade, que não é mais acessível do que por algumas portas guardadas.
A atividade se expande no entanto sobre o território madeleinois, principalmente ao longo da estrada principal de Lille a Menin, a atual rue du General de Gaulle, via preferencial do comércio e das invasões.
No final do reinado de Luís XIV, a guerra da sucessão espanhola coloca então a região no centro das hostilidades ; a coalizão anglo-holando-austríaca invade a châtellenie de Lille em 1708, e La Madeleine, situada entre as tropas lilloises de Boufflers e as do Príncipe Eugênio e de Marlborough, que lideram a coalizão, sofre cruelmente nos combates : a comuna é incendiada, praticamente esvaziada (Esta não foi a primeira vez : ao longo da História, o sítio tinha sido considerado propício pelos exércitos que cobiçavam Lille (Filipe Augusto em 1214, Filipe o Belo em 1297, em 1340 os defensores de Lille eles próprios.) A paz de Utrecht, em 1713, rendeu ainda a região para a França.
A paz voltou, foi necessário considerar a reconstrução ; mas a fome, as secas, as epidemias pontuaram a vida desses habitantes da vila do Antigo Regime. Os eventos familiares, as festas patronais iluminaram as existências de todos dedicados a um duro trabalho.

### Revolução e Império
Na véspera da Revolução Francesa, La Madeleine tinha cerca de 600 habitantes. O período revolucionário constituiu um momento de desordem, de agitação interna, com batalhas campais entre as facções. Além disso, o Norte foi novamente invadido pelas tropas estrangeiras, em 1792, durante o cerco de Lille (que irá falhar), os Austríacos estavam em Berkem.
A comuna adota as novas instituições : o primeiro prefeito foi nomeado em março de 1790.
Sob o Império, os Madeleinois conhecem a situação difícil de todos os franceses, e sua vida não muda muito. Fora uma fábrica de amido, dois moinhos de azeite e um pequeno canteiro para a construção de barcos, foi a atividade agrícola que sempre ocupou a maior parte de seus habitantes. A proximidade de Lille e a posição de La Madeleine na grand'route tem no entanto favorecido a presença de hospedeiros, de ferreiros, de alguns artesãos. Sem dúvida também, muitas atividades têxteis da grande cidade têm elas mesmas fornecido um trabalho, em domicílio ou nas oficinas de Lille, a uma fração da população.

### A decolagem demográfica e industrial
Nos anos 1825-1830, aparecem, na proximidade da estrada de Menin (atualmente rue de Lille em sua parte madeleinoise), pequenas oficinas mecânicas ; uma das mais conhecidas é a de Fontaine, onde a sua existência é atestada em 1832. Desde 1820 Pitoux foi instalada, em um local não-especificado da comuna, uma oficina para a fabricação de chumbo branco, atividade perigosa que não permaneceu em La Madeleine além da década de 1830.
Em 1835, o negociante de Lille Desmaziéres fundou no povoado de Berkem uma fábrica de açúcar que permaneceria por uma dúzia de anos, sem dúvida condenada pela superprodução ; mas os Desmazières ficaram por muito tempo ligados a Berkem. É na mesma aldeia que François Claes instalou, em 1842, uma pequena empresa de produtos químicos, revivida em 1847 por Frédéric Kuhlmann quem lhe doou uma extensão considerável. É sempre em Berkem que os Lillois Delesalle-Desmedt estabeleceram uma fábrica de linho em 1852. Sobretudo, a comuna beneficiou, a partir de 1848, do lançamento pelos Rothschild da via ferroviária de Lille a Calais. Instalado entre as muralhas de Lille e o sul de La Madeleine, ela será movida em 1875 para o norte, em seu sítio atual.
Por volta de 1850, a população tinha cerca de 2000 pessoas, três vezes mais do que no início do século, graças à paz e ao comércio. A igreja da única paróquia, destruída em 1792, foi reconstruída en 1839 ; ele foi substituída, quarenta anos mais tarde, pela igreja atual. As Pequenas irmãs dos Pobres se instalaram em 1848. Três anos antes, outra congregação abriu uma escola para meninas na rue de Lille. Em 1875, as Senhoras de Saint-Maur, outra congregação de ensino, criaram um internato na avenida que hoje leva o seu nome ; destinada à educação das meninas da burguesia ; O edifício, que subsiste, apresenta um real interesse arquitetônico, pela aliança que ele propõe do tijolo e do metal.
A comuna, já então, tinha os alhures de uma pequena cidade. Três fatores foram convergir para fazê-la entrar definitivamente na sociedade industrial : o influxo constante de novas técnicas, muitas vezes de origem britânica ; o congestionamento de Lille, dentro de suas fortificações, que não será destruídas antes de 1870 ; a disponibilidade de uma mão de obra abundante, consideravelmente ampliada por uma imigração belga crescente depois de 1850. Desde 1851, os Belgas representavam um quarto da população, a metade em 25 anos seguintes. Enquanto isso, La Madeleine passava de 2 000 a 7 000 habitantes. Estes recém-chegados, quase todos operários, se estabeleceram principalmente na parte ocidental da cidade : um novo bairro foi formado em torno da rue Jeanne Maillotte, e Berkem se tornou também um setor operário. Em toda esta área, as condições de moradia e de salubridade eram desastrosas, com a criação de vários cortiços.
Muitas fundições e caldeiras apareceram, na rue de Lille e na área circundante (Durot-Binault, Boyer, substituído por volta de 1890 por Blondel, e sempre da empresa Fontaine) ; faltou adicionar todo um conjunto de pequenas oficinas mecânicas. A partir de 1872, Berkem ainda viu implantar novas fábricas têxteis, incluindo as fábricas Agache, Saint-Léger e, mais tarde, Huet, que empregavam todas os muito numerosos assalariados, frequentemente mulheres.
A nova igreja de Sainte-Marie-Madeleine foi inaugurada em 1888. As transformações demográficas foram trazer o arcebispo de Cambrai para autorizar a criação de uma nova paróquia em Berkem, mais e mais povoada, onde a igreja Saint-Vital foi inaugurada em 1868. Uma nova prefeitura, mais em linha com as novas dimensões da comuna, foi inaugurada em 1892. Equipamentos inéditos trouxeram para os Madeleinois (dos quais uma parte significativa ainda era muito pobre) elementos de conforto : o gás em 1861 para a iluminação - parcimoniosa - das ruas principais, depois a eletricidade. Os primeiros tramways puxados a cavalo asseguravam a ligação com Lille a partir de 1879, substituídos em 1888 pelos tramways a vapor ; as primeiras ligações telefônicas deram lugar em 1905-1906, Em 1893, um cais para desembarque de mercadorias é construído sobre o Deûle canalizado, junto ao grande serviço de tinturaria Dedondère, face à comuna de Saint-André. Ele será usado principalmente para o transporte de carvão e de toras. A grande fábrica Kuhlmann utilizava de preferência a ferrovia. Em 1896, Albert Calmette, professor da faculdade de medicina, criou a primeira estação de tratamento de esgoto de águas residuais francesa na comuna de La Madeleine.
Uma rede de associações desportivas, musicais, columbófilas, políticas, de organizações de jovens de tendências diferentes, cobriu a cidade, cuja população excedeu 12.000 habitantes em 1900. A comuna não escapou às convulsões políticas, sociais, religiosas, dos tempos : lutas, greves. A grande querela em torno da separação da Igreja e do Estado culminou no início de 1906 com as manifestações que acompanharam o inventário dos dois santuários madeleinois. A partir de 1890, um bairro se desenhou em torno de uma nova estação, de uma parte et de outra da via férrea, com os moinhos Carpentier-Lefebvre, a fábrica de estrados de metal de Eugène Huyghe, a fábrica de limpeza a seco Rozendaal. Pouco antes da guerra de 1914, a Carbonique française se estabeleceu na rue St-Charles. Mas em todos os lugares na comuna as empresas se multiplicavam, de todo tipo : cervejarias (Delesalle, Vanneufville, etc.), oficinas de torrefação de café (incluindo Fichaux), fabrica de extintores de incêndio (Fleury-Legrand) ; a atividade econômica não parava de se diversificar.
No início do século XX, um novo evento vem para modificar radicalmente a fisionomia da comuna : a criação de um boulevard entre Lille e Roubaix-Tourcoing. A nova artéria atravessa o leste de La Madeleine, setor praticamente desabitado até então, e consagrado à agricultura com exceção da fabrica de decorações funerárias Foubert, que remonta a 1891) Uma parte da cidade é assim separada do território principal, e vai se encontrar cada vez mais isolada por um trânsito de automóveis crescente. Desde 1909, uma linha de tramways elétricos serviu este boulevard (a atual avenue de la République). Um novo bairro nasceu assim, dos dois lados da via, e ocupa, progressivamente, todo o espaço então disponível entre a rue de Lille e o limite oriental da cidade. Irá desenvolver progressivamente entre os 1910 e 1940. Complexos residenciais, casas opulentas, muitas vezes inspiradas no estilo Art nouveau, com motivos florais abundantes, aos bow-windows elegantes, são habitadas por uma população socialmente privilegiada de industriais, funcionários públicos, membros das profissões terciárias e liberais. Uma concessionária da fabricante de automóveis Renault foi implantada desde 1909, Panhard esperou 1925 para abrir uma sucursal.

### De uma guerra a outra
No centro desta evolução é iniciada a guerra de 1914-1918, durante a qual os Madeleinois enfrentaram os mesmos eventos em toda a região, ocupada de outono de 1914 ao outono de 1918 : assédios, restrições de todos os tipos, imposições atingindo a comuna. As destruições são feitas, a desmontagem de fábricas acompanhadas, sem falar, é claro, da perda sem retorno que constitui da morte no campo de batalha de centenas de habitantes da cidade. A ponte metálica que tinha vista para as vias férreas no extremo norte da rue de Lille é destruída ; ela não será re-estabelecida antes de 1921.
Logo após o final da guerra, a diocese se preocupa de equipar o setor da avenue de la République de sua própria paróquia ; esta será feita em 1937, com a inauguração da igreja Notre-Dame de Lourdes, construção moderna, original em sua concepção, que se integra confortavelmente em seu ambiente residencial.
No outono de 1939, a França entra em uma nova guerra. A derrota de 1940 coloca o Altos da França em uma zona proibida ; estas são quatro anos sombrios para os Madeleinois, de servidões e restrições de qualquer natureza, durante o qual a população é realizada de forma digna. A resistência passiva da maioria é amplificada pela ação efetiva de um pequeno número de combatentes, que pagaram muitas vezes com a sua coragem em sua vida ou de uma terrível deportação. A sua memória é perpetuada através do batismo de ruas como Eugène d'Hallendre, François de Guillebon, e da place des fusillés et déportés. La Madeleine se viu impor, durante esses anos, a presença do serviço de contra-espionagem alemã, aos sinistros interrogatórios. Após a Libertação, vivida na torcida, a presença prolongada de tropas americanas concretiza o fim dos dias ruins.

### Desindustrialização e a remodelação urbana
Com o retorno dos prisioneiros de guerra e a revisão da ferramenta econômica, La Madeleine, cuja população era superior a 20 000 habitantes, retomou o seu desenvolvimento. As municipalidades sucessivas procuraram resolver, em sua escala, a crise de habitação, com a construção de grandes conjuntos de habitação de baixa renda, principalmente no centro da cidade. Sua tarefa é dificultada pelo pequeno tamanho do território comunal. Da década de 1960 até os nossos dias, uma série de operações de grande escala, por vezes radicais, tendem a corrigir o crescimento descontrolado do século XIX : eles estão, principalmente, sobre os antigos bairros operários, isto é, Berkem e o setor da rue Jeanne Maillotte. Um novo bairro, la Nouvelle Madeleine, surgiu na proximidade do anel viário organizado no primeiro traçado da ferrovia, o de 1848. Mesmo o setor mais recente da avenue de la République, está profundamente modificado : a avenue du Maréchal Leclerc (ex-rue du Jardin botanique) foi perfurada para garantir um espaço para a circulação para Fives ; desde 2010, o setor do Romarin, que já havia acolhido o lycée Valentine Labbé, assegura assim uma total continuidade urbana até o anel viário. Os equipamentos novos exigidos pela sociedade contemporânea (piscina, creche, pavilhões esportivos, estádios, praças) têm sido progressivamente criados.

## Política e administração

### Distinções
Desde 2002, a comuna de la Madeleine mostra três flores em um sinal das cidades e aldeias floridas da França.
Em 2011, ela recebeu o rótulo " Ville Internet @@@ ".

### Geminação
- Kaarst (Alemanha)

## Cultura e patrimônio

### Lugares e monumentos

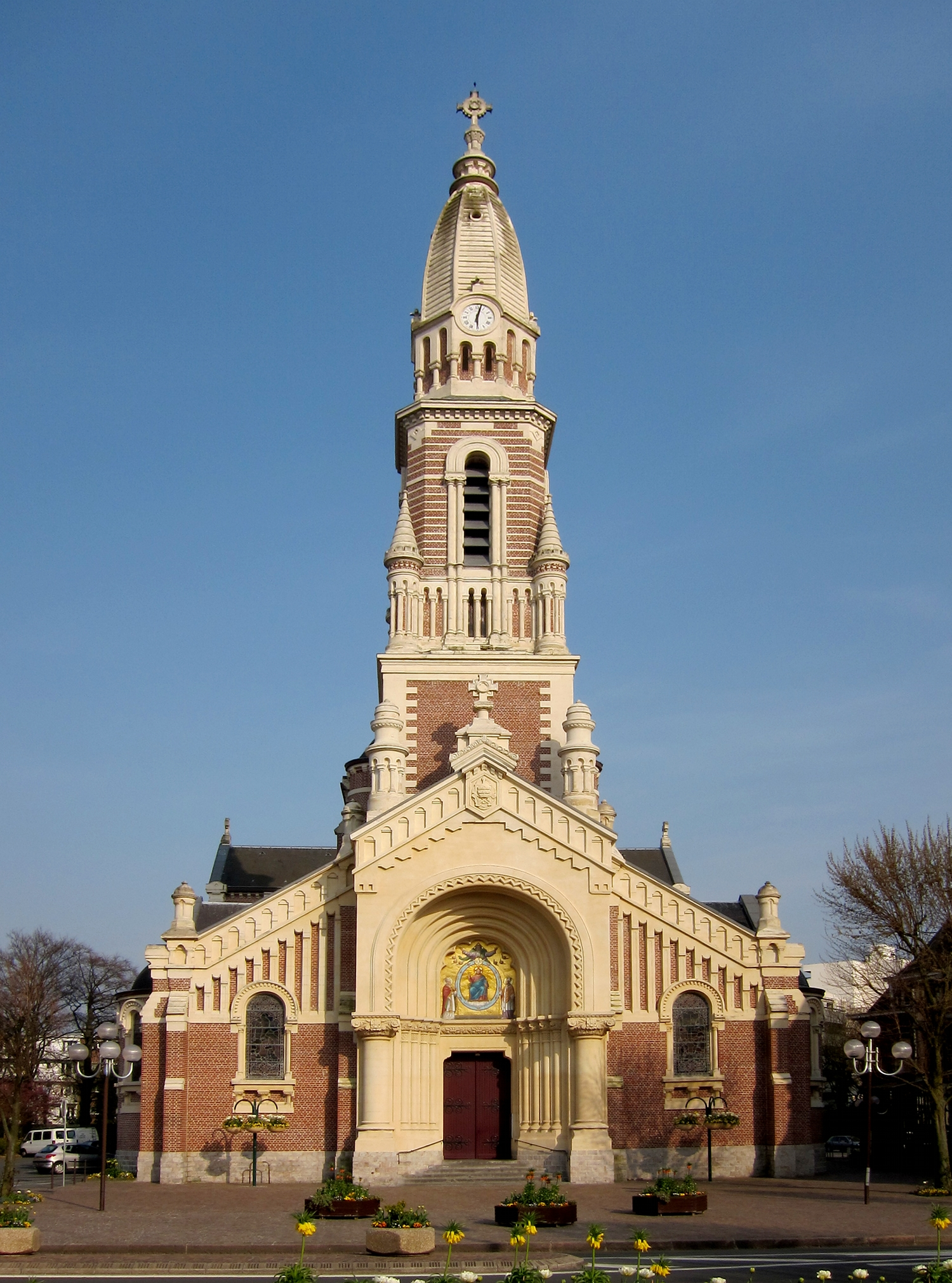
A igreja Sainte Marie-Madeleine

#### Edifícios civis
- A prefeitura da cidade, inaugurado em 1892.

#### Edifícios religiosos
- o convento das Dames de Saint-Maur. Originalmente um convento fundado em 1855, dobrou para um internato a partir de 1875, agora é convertido em uma casa de repouso, Tiers-Temps Saint-Maur. A sua capela beneficia hoje de missas diárias ;
- a igreja Nossa Senhora de Lourdes ;
- a igreja Saint-Vital ;
- a igreja Sainte Marie-Madeleine, reconstruído sobre os fundos da madame Leonie Scrive-Wallaert a partir de 1882 e consagrada em 1885.

### Personalidades ligadas à comuna
- Alphonse Merrheim, sindicalista
- Marcel Bernard, jogador de tênis